# Petr Mach (fotbalista)
Petr Mach (* 22. března 1985, Čáslav) je český profesionální fotbalista, který momentálně hraje za FC Písek v ČFL.